# Tomophyllum callophyllum
Tomophyllum callophyllum är en stensöteväxtart som först beskrevs av Charles Henry Wright, och fick sitt nu gällande namn av Barbara S. Parris. Tomophyllum callophyllum ingår i släktet Tomophyllum och familjen Polypodiaceae. Inga underarter finns listade.